# Musim Mas Group
Musim Mas Group или Musim Mas Holdings — международный агропромышленный холдинг, специализирующийся на плантационном хозяйстве, логистике, производстве пальмового (около 600 тыс. тонн в год) и кокосового масла, пищевых жиров, молочных продуктов, мыла, бытовых моющих средств, шампуней, косметики, фармацевтики, пестицидов, гербицидов, технических масел и смазок, биодизеля, каучука и пластика. Базируется в Сингапуре, основные активы расположены в Индонезии. Крупнейшим акционером Musim Mas Group является бизнесмен китайского происхождения Бахтиар Карим.
Компания входит в число крупнейших производителей пальмового масла в Юго-Восточной Азии, по состоянию на конец 2014 года она контролировала свыше 18 % мирового производства (уступала лишь Wilmar International, опережая такие гиганты как Golden Agri Resources, IOI Group, Cargill и Bunge). 

## История
В 1932 году Анвар Карим основал в Медане мыловаренный завод Nam Cheong. В 1970 году компания приступила к производству пальмового масла, в 1972 году была переименована в PT Musim Mas. В 1988 году стартовал плантационный бизнес (первые плантации располагались в округе Лабуханбату провинции Северная Суматра), в 1990 году в Медане была запущена первая фабрика по дроблению ядер.
В 2002 году Musim Mas учредил свой первый международный филиал в Малайзии, в 2003 году в Медане открылась первая очередь химического завода, в 2007 году был учреждён первый офис Musim Mas в Европе. В 2008 году Musim Mas перенёс свою глобальную штаб-квартиру в Сингапур и открыл первый офис в США, в 2010 году вышел на рынок биоэнергетики и морских перевозок, в 2013 году открыл офис во Вьетнаме. В 2014 году начал работать завод по производству пищевого масла в Джохор-Бару.

## Структура группы
Плантации масличной пальмы Musim Mas Group расположены в провинциях Северная Суматра, Риау, Западная Суматра, Южная Суматра, Западный Калимантан и Центральный Калимантан. Заводы по дроблению ядер расположены в Панкалан-Лесунг (Риау), по производству пальмового масла — в Белаване (Медан), Батаме (Острова Риау) и Джохор-Бару (Малайзия). В Битунге расположен завод по обработке копры и производству кокосового масла, в Сурабае — завод по производству мыла, маргарина и свечей.
Филиалы и дочерние предприятия Musim Mas Group действуют в Сингапуре, Индонезии, Малайзии, Вьетнаме, Китае, Индии, Великобритании, Нидерландах, Германии, Италии, Испании и США. Musim Mas Group имеет собственный морской флот по перевалке масла и зерна, а также несколько терминалов в крупнейших портах Индонезии, парк грузовиков и автоцистерн.  

### Дочерние компании
- Inter-Continental Oil and Fats (дистрибуция масел)[9]
- Maschem (химическое производство в Тернёзене)[10]
- Alfa Raya Development (производство масла в Малайзии)[11][12]
- Infinita Renovables (производство биотоплива в Испании)